# Carmem Palhares
Carmem Palhares (Porto Alegre Rio Grande do Sul, 30 de setembro de 1935 — Rio de Janeiro, 11 de março de 1994) foi uma atriz brasileira.
Iniciou a carreira no teatro amador em Porto Alegre no Grupo de Edson Nequette, atuando e peças como Do Mundo Nada Se Leva, Orfeu da Conceição, A Familia dos Linhares.
Estreou no cinema com o filme Vagabundos no Society e logo após seguiu para a televisão, onde se destacou em programas humorísticos como Os Trapalhões. Se afastou da carreira em 1992, quando atuou na minissérie Tereza Batista. Um papel marcante foi Gumercinda, em Jerônimo, o Herói do Sertão. Faleceu no Rio de Janeiro de causas não reveladas. 

## Filmografia

### Cinema
| Ano  | Título                              | Personagem            |
| ---- | ----------------------------------- | --------------------- |
| 1962 | Vagabundos no Society               | Criada                |
| 1969 | Macunaíma                           | Filhona               |
| 1971 | O Barão Otelo no Barato dos Bilhões | Esposa do Barão Otelo |
| 1978 | O Cortiço                           | Marciana              |
| 1980 | J.S. Brown, o Último Herói          | —                     |
| 1983 | O Cangaceiro Trapalhão              | Mulher do Delegado    |
| 1983 | Os Três Palhaços e o Menino         | —                     |
| 1984 | Os Trapalhões e o Mágico de Oróz    | —                     |

### Televisão
| Ano       | Título                      | Personagem       | Notas                          |
| --------- | --------------------------- | ---------------- | ------------------------------ |
| 1965      | Musicalíssima               | —                |                                |
| 1972      | Jerônimo, o Herói do Sertão | Gumercinda       |                                |
| 1973-1976 | Os Trapalhões               | —                |                                |
| 1977-1980 | Chico City                  | Mãezona          |                                |
| 1980      | Carga Pesada                | —                | Episódio: O Casamento de Pedro |
| 1992      | Tereza Batista              | Joana das Folhas |                                |

## Teatro[4]
- 1962 - Pif-Tac-Zig-Pong
- 1963 - O Círculo de Giz Caucasiano
- 1964 - Weekend- com Norma Blum
- 1967 - Os Sete Gatinhos de Nelson Rodrigues
- 1970 - Miss, Apesar de Tudo, Brasil de Maria Clara Machado
- 1972 - Deu Bode na TV
- 1990 - Flávia, Cabeça, Tronco e Membros com Nicete Bruno e Paulo Goulart